# Bailly-aux-Forges
Bailly-aux-Forges é uma comuna francesa na região administrativa de Grande Leste, no departamento de Haute-Marne. Estende-se por uma área de 10,51 km². Em 2010 a comuna tinha 148 habitantes (densidade: 14,1 hab./km²).